# Artiom Rozgoniuc
Artiom Rozgoniuc (Rîbnița, 1º ottobre 1995) è un calciatore moldavo, difensore dello Zimbru Chișinău.

## Palmares

### Club

#### Competizioni nazionali
- Supercoppa di Moldavia: 1

Sheriff Tiraspol: 2015, 2016
- Campionato moldavo: 2

Sheriff Tiraspol: 2015-2016, 2016-2017
- Coppa di Moldavia: 2

Sheriff Tiraspol: 2016-2017
Petrocub Hîncești: 2019-2020